# 宝蔵院 (荒川区)
宝蔵院（寳蔵院、ほうぞういん）は、東京都荒川区にある新義真言宗の寺院。

## 概要
江戸時代初期、奝賢によって開山された。
江戸時代、徳川将軍は鷹狩のために江戸郊外のこの地を度々訪れており、将軍の愛馬を繋いだ「駒つなぎのイチョウ」がある。

## 墓所
- 奝賢（開山）
- 戸田家（尾久の名主）

## 交通アクセス
- 小台停留場より徒歩5分（経路案内）。